# Ferula latisecta
Ferula latisecta là một loài thực vật có hoa trong họ Hoa tán. Loài này được Rech.f. & Aellen mô tả khoa học đầu tiên năm 1952.